# Приаргунський округ
Приаргу́нський округ (рос. Приаргунский округ) — муніципальний округ у складі Забайкальського краю Російської Федерації.
Адміністративний центр — селище міського типу Приаргунськ.

## Населення
Населення — 19597 осіб (2019; 21831 в 2010, 26959 у 2002).

## Історія
Биркинський район з центром у селі Бирка утворено 4 січня 1926 року у складі Читинського округу Далекосхідного краю, у період 1930-1936 років у складі Східно-Сибірського краю.
8 грудня 1942 року 7 сільрад утворили новий Калганський район.
30 травня 1962 року перейменовано в Приаргунський район, центр перенесено із села Бирка до смт Цурухайтуй, одразу перейменованого в Приаргунськ.
24 липня 2020 року район перетворено в муніципальний округ.
Перед перетворенням району в округ, він поділявся на 2 міських та 11 сільських поселень:
| Поселення                              | Площа, км² | Населення, осіб (2002) | Населення, осіб (2010) | Населення, осіб (2019) | Населені пункти                                             |
| -------------------------------------- | ---------- | ---------------------- | ---------------------- | ---------------------- | ----------------------------------------------------------- |
| Кличкинське міське поселення           | 66,1       | 2628                   | 1786                   | 1241                   | Кличка                                                      |
| Приаргунське міське поселення          | 30,8       | 8260                   | 7388                   | 7078                   | Приаргунськ                                                 |
| Биркинське сільське поселення          | 373,7      | 1750                   | 1295                   | 1044                   | Бирка, Нова Бирка, Селінда                                  |
| Досатуйське сільське поселення         | 34,6       | 2695                   | 1530                   | 1247                   | Досатуй, Станція-Досатуй, Східний Досатуй                   |
| Дуройське сільське поселення           | 237,00     | 831                    | 781                    | 707                    | Дурой, Дурой 1-й                                            |
| Зоргольське сільське поселення         | 207,4      | 823                    | 766                    | 721                    | Зоргол, Нижній Зоргол                                       |
| Молодіжнинське сільське поселення      | 505,6      | 1946                   | 1477                   | 1299                   | Куті, Молодіжний                                            |
| Новоцурухайтуйське сільське поселення  | 728,3      | 2345                   | 2145                   | 2067                   | Новоцурухайтуй, Улан                                        |
| Погадаєвське сільське поселення        | 409,1      | 835                    | 675                    | 602                    | Горда, Нове Погадаєво, Погадаєво                            |
| Пограничнинське сільське поселення     | 599,5      | 1647                   | 1222                   | 1088                   | Верея, Норінськ, Пограничний, Пограничний 1-й, Талман-Борзя |
| Староцурухайтуйське сільське поселення | 228,4      | 993                    | 963                    | 928                    | Староцурухайтуй, Староцурухайтуй 1-й                        |
| Урулюнгуйське сільське поселення       | 332,2      | 962                    | 805                    | 730                    | Урулюнгуй, Урулюнгуй 1-й                                    |
| Усть-Тасуркайське сільське поселення   | 531,6      | 1244                   | 998                    | 845                    | Верхній Тасуркай, Новоівановка, Усть-Тасуркай               |

## Населені пункти
| Населений пункт                   | Населення, осіб (2002) | Населення, осіб (2010) |
| --------------------------------- | ---------------------- | ---------------------- |
| Бирка, село                       | 1341                   | 1024                   |
| Верея, селище                     | 125                    | 76                     |
| Верхній Тасуркай, село            | 345                    | 255                    |
| Горда, село                       | 158                    | 102                    |
| Досатуй, селище                   | 2695                   | 1530                   |
| Дурой, село                       | 831                    | 781                    |
| Дурой 1-й, село                   | -                      | -                      |
| Зоргол, село                      | 823                    | 766                    |
| Кличка, селище міського типу      | 2628                   | 1786                   |
| Куті, село                        | 159                    | 116                    |
| Молодіжний, селище                | 1787                   | 1361                   |
| Нижній Зоргол, село               | -                      | -                      |
| Нова Бирка, село                  | -                      | -                      |
| Нове Погадаєво, село              | -                      | -                      |
| Новоівановка, село                | 340                    | 274                    |
| Новоцурухайтуй, село              | 1920                   | 1792                   |
| Норінськ, селище                  | 246                    | 180                    |
| Погадаєво, село                   | 677                    | 573                    |
| Пограничний, селище               | 774                    | 552                    |
| Пограничний 1-й, селище           | -                      | -                      |
| Приаргунськ, селище міського типу | 8260                   | 7388                   |
| Селінда, село                     | 409                    | 271                    |
| Станція-Досатуй, село             | -                      | -                      |
| Староцурухайтуй, село             | 993                    | 963                    |
| Староцурухайтуй 1-й, село         | -                      | -                      |
| Східний Досатуй, село             | -                      | -                      |
| Талман-Борзя, село                | 502                    | 414                    |
| Улан, село                        | 425                    | 353                    |
| Урулюнгуй, село                   | 962                    | 805                    |
| Урулюнгуй 1-й, село               | -                      | -                      |
| Усть-Тасуркай, село               | 559                    | 469                    |